# Tatjana Masłowa
Tatjana Aleksandrowna Masłowa (ur. 12 sierpnia?/25 sierpnia 1913 w Petersburgu, zm. 13 czerwca 1966 we Frankfurcie nad Menem) – rosyjska uczestniczka konkursów piękności, Miss Rosji i Miss Europe 1933.

## Życiorys
Była córką porucznika Floty Czarnomorskiej Aleksandra Masłowa, który w 1917 roku został rozstrzelany przez bolszewików. Po jego śmierci rodzina uciekła z Rosji i znalazła schronienie w Wilnie, gdzie matka Tatjany wyszła za mąż za polskiego oficera 23 Pułku Ułanów Grodzieńskich. Masłowa ukończyła Gimnazjum Sióstr Nazaretanek w Wilnie. Umiała biegle posługiwać się pięcioma językami (między innymi językiem polskim), śpiewać i grać na fortepianie. Do konkursu o tytuł Miss Rosji trafiła za sprawą swojego wuja, który wysłał jej zdjęcie do wydawanego w Paryżu rosyjskiego pisma La Russie Illustrée. Zdobycie tytułu rosyjskiej królowej piękności zapewniło Masłowej udział w konkursie Miss Europe. Zajęła w nim pierwsze miejsce, pokonując trzynaście konkurentek. Rosyjska miss cieszyła się w Polsce dużą popularnością – kompozytor Aleksander Jaszczyński napisał nawet na jej cześć tango To płacze serce, które śpiewał polski aktor i piosenkarz Adam Aston.
Po II wojnie światowej Tatjana Masłowa wraz z mężem, wileńskim adwokatem Rafałem Łobanosem zamieszkała we Frankfurcie nad Menem, gdzie zmarła 13 czerwca 1966 roku w wieku 53 lat.